# تيلي إيدنجر
جوانا غابرييل أوتيلي «تيلي» إيدنجر (بالألمانية: Tilly Edinger)‏ (13 نوفمبر 1897 – 27 مايو 1967) عالمة أحافير (مستحاثات) إفريقية أمريكية ومؤسسة علم دراسة تطور أدمغة المستحاثات.

## حياتها الشخصية

### بداية حياتها
ولدت تيلي إيلنجر لعائلة يهودية غنية عام 1897. أسس والدها لودفيغ إيدنجر أول مؤسسة للبحوث العصبية في مدينة فرانكفورت الألمانية ما زوّد ابنته بمعارف واسعة في المجتمع العلمي وقد شكل هذا الموضوع رافعة لها في حياتها المهنية. كانت إيلنجر الأصغر بين 3 أبناء. قتل أخوها فريتز خلال محرقة اليهود (الهولوكوست) في أوروبا، وهاجرت أختها دورا إلى الولايات المتحدة. خلال مراهقتها، بدأت تيلي بفقدان سمعها، حتى وصل بها الأمر إلى الاستعانة بأجهزة سمعية، فأصبحت صماء بشكل كامل عند بلوغها سنّ الرشد، ما جعل اعتمادها على تلك الأجهزة اعتمادًا كليًا. تلقّت إيدنجر تعليمها في ثانوية شيلرشول وهي ثانوية للإناث في مدينة فرانكفورت، ثم انتقلت عام 1916 للدراسة في جامعة هايدلبرغ ومن بعدها جامعة ميونخ حيث حازت على بكالوريوس في علم الحيوان لتنتقل مجددًا إلى جامعة فرانكفورت وتتابع الدراسة في مجال الجيولوجيا وعلم المستحاثات. وفي عام 1920، بدأت عملها على أطروحة الدكتوراه تحت إشراف البروفيسور فريتز ديفرمان في جامعة فرانكفورت. وفي عام 1921، نشرت أجزاء من رسالة الدكتوراه خاصتها في مجلة سكربرجيانا الألمانية. بعد حصولها على الدكتوراه، عملت إيلنجر في مركز جامعة فرانكفورت للجيولوجيا ودراسة المستحاثات مساعِدةً متطوعًة بين عامي 1921 و 1927 لتنتقل بعدها وتتطوع في متحف سنيكنبرغ من العام 1927 حتى العام 1938.

## حياتها اللاحقة
بدأت إيلنجر مسيرتها المهنية عام 1921 كباحثة مساعدة في علم المستحاثات في جامعة فراكفورت واستمرت في منصبها هذا حتى العام 1927. في نفس السنة انتقلت لمتحف سيكنبرغ حيث تطوعت متخصصة في مستحاثات الفقاريات حتى عام 1938. أتاح لها عملها التعمق في دراسة الفقاريات وخاصة تطور أدمغتها وأجهزتها العصبية.  من هنا كانت بداية دراسة تطور أدمغة المستحاثات في العالم. كتبت إيلنجر منشورها الأول «أدمغة الأحافير» مرتكزة على اكتشافها لآثار كانت تطبعها أدمغة الفقاريت على الجانب الداخلي لجماجمها، ما سمح لعلماء الأحافير بتشريح أفضل للهياكل التي كانوا يكتشفونها.
استخدمت تيلي قوالب داخلية لمعاينة آثار الأدمغة على الجماجم وقد كانت هذه الطريقة شديدة التأثير في علم المستحاثات.
بما أنها يهودية، فقد بدأت معاناتها مع صعود النازيين إلى الحكم عام 1933 حيث بدؤوا تطبيق قوانين عنصرية تستهدف اليهود. استمرت بعملها في المتحف بشكل سري لخمس سنوات حتى فضح أمرها وأجبرت على الهجرة.
وصلت إلى نيويورك يوم 11 مايو 1940 واستطاعت الحصول فور وصولها على منصب في متحف هارفرد لعلم الحيوان المقارَن، حيث نشرت ثاني عمل لها وهو «تطور أدمغة الأحصنة» عام 1948، أي بعد 3 سنوات من حصولها على الجنسية الأمريكية.
طلبت إجازة لمدة عام من المتحف لتعمل أستاذة جامعية وتدرّس مادة علم الحيوان في جامعة ويلسلي الأمريكية، لكنها أجبرت على الاستقالة بسبب تدهور سمعها بشكل كبير، لم تعد الأجهزة المساعدة تسعفها. اختيرت رئيسة مجتمع دراسة أحافير الفقاريات لعامي 1963 و 1964 كاعتراف من المجتمع العلمي الأمريكي بأهمية إنجازاتها التي أسست لعلم جديد لم يكن معروفًا من قبل. أطلق اسمها على عظام موجودة في العمود الفقري لبعض الأسماء (عظام تيلي). لم تنقطع تيلي عن زيارة فرانكفورت بعد سقوط النازية، وحين كانت تخطط لزيارة مسقط رأسها عام 1967، لم تسمع تيلي صوت سيارة قادمة باتجهاها وهي تعبر الطريق، فتعرضت لحادث صدم وماتت.

## تعليمها
تلقّت تيلي إيلنجر تعليمها المبكر في المنزل وتتلمذت على يد معلمة خاصة درّستها اللغتين الإنكليزية والفرنسية. كان أول تعليم رسمي حصلت عليه في ثانوية شيلر شول. لم يكن والدها داعمًا لاهتمامها بعلم الأعصاب لأنها أنثى، ولأن الاختصاص في ذلك الوقت كان حكرًا على الرجال. لكنها، وعلى الرغم من معارضته، أصرت على متابعة دراستها، فالتحقت بجامعة هايدلبرغ، ومن بعدها بجامعة ميونخ، وأنهتها حائزة على شهادة الدكتوراه في علم الحيوان من جامعة فرانكفورت عام 1921.

## إرثها العلمي

### علم أعصاب الأحافير
تعتبر إيدنجر مؤسسة هذا العلم في عشرينيات القرن الماضي في ألمانيا كما ساهمت في إدخال مفهوم الزمن على علم الأعصاب مؤسسة لفهم جديد ومختلف لدماغ الفقاريات في زمنها.

### الأدمغة القديمة
كانت دراسات إيلنجر ذات تأثير كبير في الوسط العلمي، فقد ناقشت وأوضحت العلاقة بين الدماغ والجمجمة التي تحمله والقوالب التي استخدمتها لدراسة الأثر الذي تتركه الأدمغة على الحائط الداخلي للجماجم التي تحملها. شرحت أفكارها في أول إصدار علمي لها عام 1921 موضحة الفوارق على مستوى الدماغ بين أنواع مختلفة من البرمائيات. 

### تطور الدماغ
حدد والدها عالم الأعصاب لودفيغ عيدنجر المناطق الحديثة والقديمة من أدمغة الفقاريت لتأتي ابنته وتبني على ما أسسه الوالد، فبرهنت أن تشريح الأدمغة القديمة مختلف عن مثيلاتها في زمننا الحاضر كما لاحظت أن تطور الجهاز العصبي لدى الحيوانات لا يحدث بنفس السرعة أو النسق كما تطور باقي الأعضاء.

### قوالب الدماغ
قبل إيدنجر، كانت دراسة قوالب الدماغ محصورة بأشكال وأحجام تلك الأدمغة. لكن خبرتها في التشريح العصبي استطاعت أن تحصل على معلومات أكبر من تلك القوالب وأهمها المعلومات العصبية.

### حجم الدماغ
خالفت إيدنجر بدراساتها المعتقدات السائدة التي أرساها أوثنيل تشارلز مارش حين قال أن أحجام أدمغة الحيوانات ازدادت من الحقبة الوسطى إلى الحقبة الحديثة فقالت أنه من المستحيل مقارنة أدمغة حيوانات من أنساب مختلفة، مستشهدة بأدلة من عدة حيوانات ازداد حجمها لكن أدمغتها صغرت.

## إنجازاتها المهنية

### الجوائز التي حصلت عليها
حازت إيدنجر خلال حياتها العديد من الجوائز ومنها زمالة غوغنهايم عامي 1943 وعام 1944 كما حصلت على زمالة النساء الجامعيات الأمريكيات عامي 1950 و1951 والعديد غيرها من الشهادات الجامعية الفخرية من جامعات مختلفة.
توفيت عام 1967 عندما صدمتها سيارة، وبوفاتها لم تستطع إكمال عملها على علم أعصاب المستحاثات، لكن زملاءها استمروا بالعمل ونشروا الورقة بعد وفاتها بمدة.

### منشوراتها
خلال عملها في متحف سكنبرغ في مدينة هامبورغ، نشرت إيدنجر أول أعمالها بعنوان «أدمغة المستحاثات» ثم نشرت ثانيها أثناء عملها في متحف هارفارد كما ساهمت بتحضير فهرس عن مستحاثات الفقاريات لمتحف علم الحيوانات المقارَن.